# Live Commerce
Live Commerce (також називають live shopping, livestream shopping, shoppable livestreaming, live video shopping, livestreaming e-commerce; від  англ. live commerce — дослівно жива комерція) — це поєднання прямих етерів та електронної комерції, використовується брендами та рітейлерами для промотування та продажу товарів на онлайн платформах, майданчиках електронної комерції.
Live commerce дозволяє занурити споживачів у захоплюючий та інтерактивний досвід, дозволяє їм ставити запитання у лайв чаті та купувати продукти безпосередньо під час прямого етеру.
Формат з'явився в Китаї в 2014—2016 роках та опісля поширився на весь світ.

## Особливості формату
Формат продажів у відеопотоці не є чимось новим. З середини 80-х по всьому світу популярністю користувалися телемагазини. Однак з розвитком технологій та електронної торгівлі формат перестав бути актуальним.
Натомість, з 2016 року по всьому розвивається новий вид продажів у відеопотоці — live commerce, який поєднує електронну комерцію, живі етери та взаємодію з аудиторією.
Можна виділити наступні особливості live commerce:
- лайвстрімінг;
- миттєві покупки через інтерактивні іконки з зображенням представлених продуктів;
- взаємодія з аудиторією в лайв-чаті;
- можливість відправити реакції (наприклад сердечки, емодзі, стікери).

## Ефективність
Згідно аналітики консалтингової компанії McKinsey & Company live commerce допомагає:
- Збільшити конверсію відвідувачів онлайн магазину в покупців до 30 %, більше ніж в 10 разів в порівнянні із традиційною електронною комерцією.
- Покращити приваблевість та диференціацію бренду на ринку, особливо для молодої аудиторії.

Також згідно данних Coresight Research live commerce глядачі на 40 % рідше повертають куплені товари.

## Live Commerce в світі

### Появав Китаї[en]

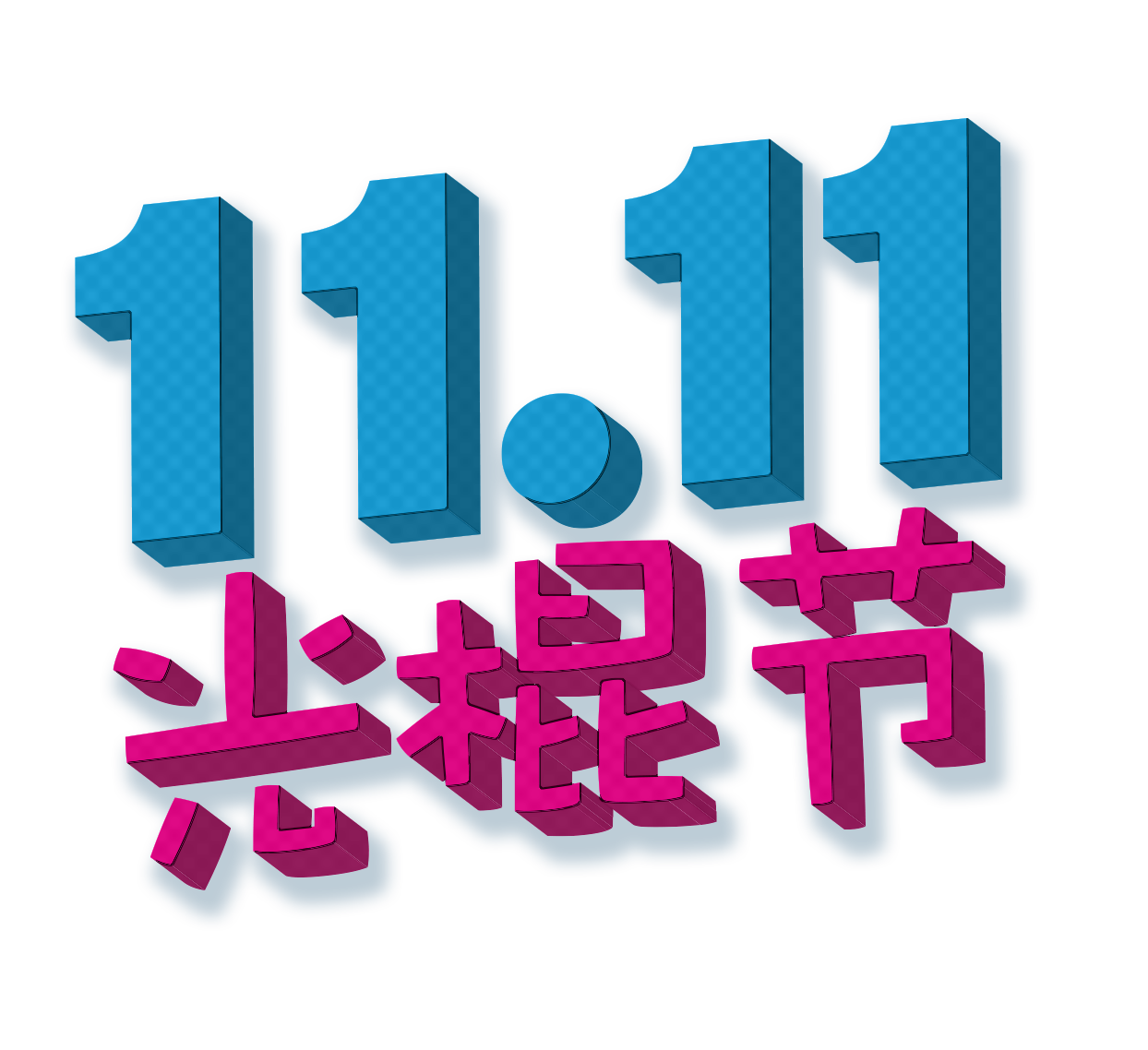
День холостяків у Китаї

Інтерактивні прямі трансляції для продажів онлайн почали з'являтися в Китаї з 2014 р. Їх використовували під час різномінтних фестивелей, найбільш знаковим з яких є День холостяків. Однак справжнім початком live commerce вважається поява Taobao Live в 2016 році. Taobao Live — live commerce платформа, на якій інфлюенсери або як їх ще називають KOL (від англ. key opinion leaders — ключові лідери думок) та бренди можуть проводити живі трансляції для представлення товарів та комунікації з аудиторією. Taobao Live належить Alibaba Group. Станом на грудень 2021 року live commerce трансляції були найпопулярнішим типом живих етерів в Китаї.
Станом на 2021 рік ринок live commerce в Китаї оцінювався в 2.361 тріліонів юань..
Головні live commerce платформами в Китаї:
- Taobao Live
- Douyin
- Kuaishou
- JD.com
- Pinduoduo
- Little Red Book
- Vip.co,
- Moguje
- Douyu
- Huya

### Південно-Східна Азія
Вслід за Китаєм, продажі в прямих етерах почали активно розвиватися в Південно-Східній Азії з 2019 року. Приблизні оцінки GMV live commerce в регіоні становлять в 13-18 млрд доларів США. Головними гравцями ринку є Shopee, Lazada, Zalora, LiveCom.

### Південна Корея
Ринок live commerce в Південній Кореї також активно розвивається. Очікується, що його вартість досягне 6,2 трлн. вон до кінця 2022 року.

### США
З початком пандемії Covid-19, live commerce почав активно розвиватися в США як альтернатива фізичним покупкам в магазинах. Очкується, що розмір ринку досягне 25 млрд доларів США до кінця 2023 року.
Популярні live commerce платформи в США:
- Amazon Live  [10]
- Walmart[11]
- Whatnot[12]
- NTWRK[13]
- TalkShopLive[14]

### Європа
Одночасно з США live commerce почав активно розвиватися в Європі. Серед країн лідерів слід виділити Німеччину, Францію, Швецію, Іспанію, Сполучене Королівство. Згідно опитувань, 70 % європейських покупців відкриті до формату онлайн покупок в лайвстрімі.
Серед лідерів ринку слід виділити:
- Douglas[16]
- Bild[17]
- HSE[18]
- Kjell & Company[19]
- Carrefour[20]
- Sephora[21]

### Україна
В Україні live commerce перебуває на початковому етапі розвитку. Власне live commerce рішення Infinite розробила українська компанія JMIND.